# Mammad Hassan Hajinski
Mammad Hassan Hajinski (em azeri:  Məmməd Həsən Hacınski) foi um político, diplomata e arquiteto azerbaijano.

## Biografia
Hajinski foi um dos dirigentes da organização Musavat, fundada em 1917. Diante do avanço do Exército Vermelho no Cáucaso (na virada de 1919 para 1920), foi um dos políticos que pediram acordo. com os bolcheviques. Em 28 de abril de 1920, o Azerbaijão foi ocupado pelo Exército Vermelho.
Desde 1923 tornou-se Vice-Presidente da Comissão de Planejamento do Estado da RSS da Transcaucásia. Em 9 de fevereiro de 1931, ele foi preso e morreu na prisão em Tiblíssi.